# LTI TX1
El LTI TX1 es un taxi presentado por London Taxis International en 1997 y diseñado para reemplazar al obsoleto Austin FX4. La mayoría están equipados con un motor diésel de origen Nissan, con los cuales están vinculados desde que empezaran a dar problemas de fiabilidad los motores de origen Land Rover usados en el anterior modelo. En 2002 fue reemplazado por el TXII, equipado con motores Ford Duratorq, que están montados también en los vehículos Ford Transit, Mondeo y el Land Rover Defender.
A diferencia de los taxis hechos para tal, de concepción modernista y con aspecto de furgoneta, la carrocería fue diseñada para dar un cierto aspecto en algunas de sus facciones similar a las encontradas en el modelo anterior, el FX4. Una vez fue completado, el diseño fue enviado a los taxistas buscando su aprobación, y consiguió su aceptación ya que mantenía suficientemente el espíritu del típico taxi londinense. 
El interior mejorado ha permitido la instalación de accesorios añadidos, tales como la tecnología Cabvision.